# Arco da Rua Augusta

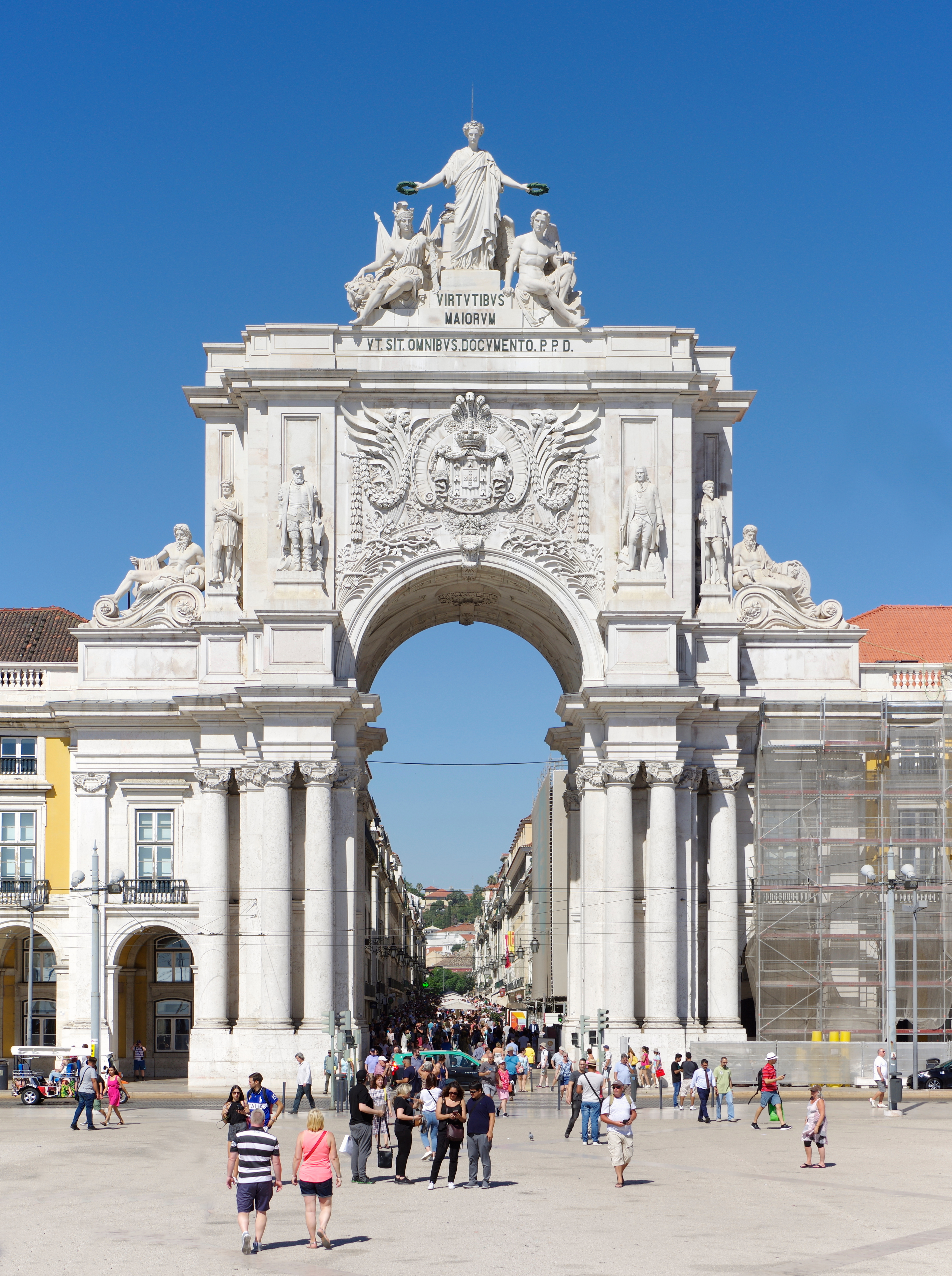
Arco da Rua Augusta

Arco da Rua Augusta är en triumfbåge och ett minnesmärke i den centrala stadsdelen Baixa i Lissabon. 
Triumfbågen står över gågatan Rua Augusta på norra sidan av torget Praça do Comércio. Det byggdes som ett minnesmärke över Lissabons återhämtning efter jordbävningen 1755 men stod inte färdig förrän 1873. Högst upp finns en skulpturgrupp av fransmannen Célestin Anatole Calmels(en) som föreställer en allegori över Äran (Pheme) som lägger kransar på två figurer som representerar snille och mod. På bågen återfinns även statyer av Víctor Bastos som porträtterar kända portugiser såsom Vasco da Gama, Nuno Álvares Pereira(en) och Viriathus samt Sebastião José de Carvalho e Melo, markis av Pombal, statsmannen som ledde återuppbyggnaden av Lissabon efter jordbävningen. De två liggande figurerna representerar floderna Tejo och Douro (spanska: Tajo och Duero). 
En hiss och en smal spiraltrappa leder upp till triumfbågens krön. På norra sidan, mot Rua Augusta, finns en urtavla. 

## Bildgalleri

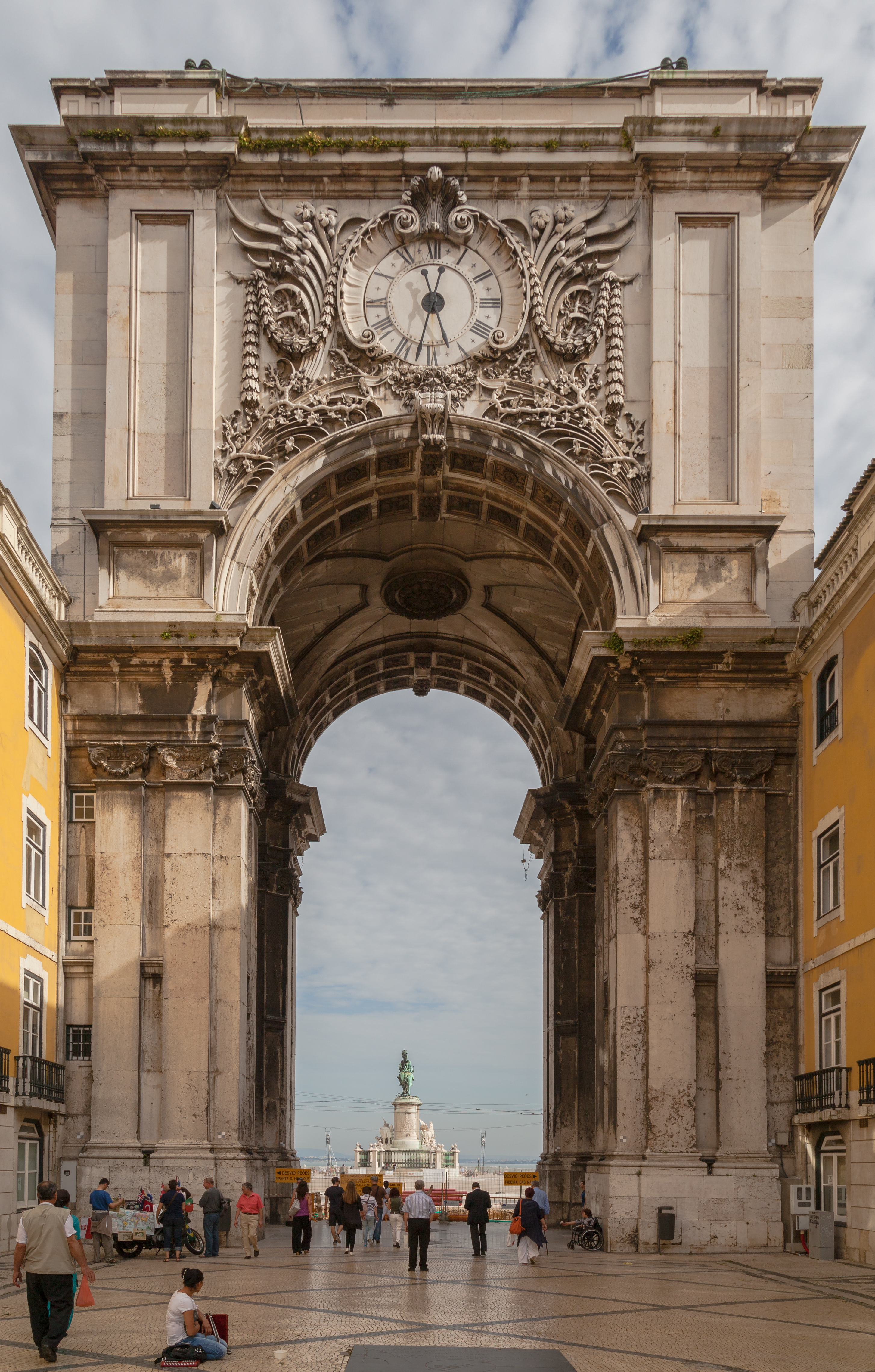
Vy från norr.
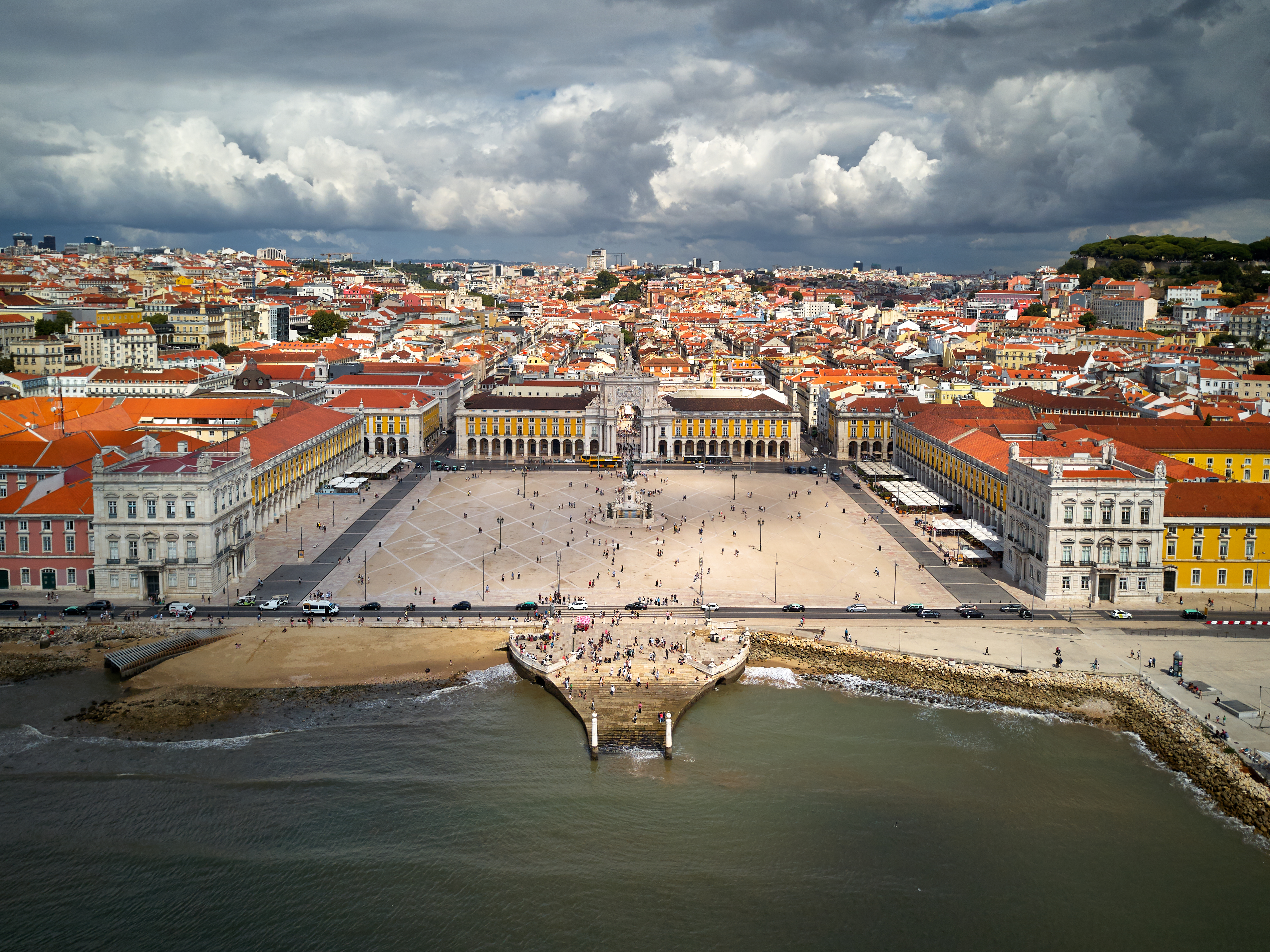
Torget Praça do Comércio framför Arco da Rua Augusta.